# Albinus (abbé)
Pour les articles homonymes, voir Albinus.
Albinus ou Albin (mort en 732, 733 ou 734) est un homme d'Église anglo-saxon.

## Biographie
Moine à l'abbaye Saint-Pierre-et-saint-Paul de Cantorbéry, dans le royaume de Kent, Albinus étudie auprès de l'archevêque Théodore et de l'abbé Adrien, apprenant à lire le grec et le latin. Il succède à Adrien à la tête du monastère à sa mort, en 709 ou 710, devenant le premier natif d'Angleterre à occuper cette charge.
Bien qu'aucun de ses écrits ne subsiste, Albinus est resté dans l'histoire en tant que source d'informations pour un autre érudit anglo-saxon du début du VIIIe siècle : le moine northumbrien Bède le Vénérable. Dans l'introduction de son Histoire ecclésiastique du peuple anglais, achevée en 731, Bède reconnaît sa dette à l'égard d'Albinus concernant l'histoire de la christianisation du Sud-Est de l'Angleterre, et va jusqu'à dire que ce sont « les exhortations de ce même Albinus » qui l'ont incité à entreprendre la rédaction de son œuvre. Il précise que les informations d'Albinus lui ont été communiquées par un prêtre londonien nommé Nothhelm, futur archevêque de Cantorbéry,.
Outre cette mention, il subsiste également une lettre adressée à Albinus par Bède, dans laquelle ce dernier le remercie de son aide et indique lui avoir envoyé une copie de son Histoire ecclésiastique dès qu'elle a été achevée pour transcription et révision. La copie d'Albinus est aujourd'hui perdue, mais elle constitue vraisemblablement l'origine de la branche dite « C » des manuscrits de l'Histoire ecclésiastique.
Albinus meurt en 732 ou 733/734. Il est inhumé auprès de son prédécesseur Adrien, à Cantorbéry.